# Juan Guillermo Ríos
Juan Guillermo Ríos (Medellín,1951) es un periodista y expresentador de televisión colombiano.

## Biografía
Nació en el barrio Manrique de Medellín, fue el cuarto de once hermanos. Estudió en la Universidad de Antioquia y en Bélgica. Inició en 1970 a trabajar en Caracol Radio. Es docente de periodismo y asesor de la Universidad Sergio Arboleda.Fue secuestrado por el Movimiento 19 de abril (M-19), en 1982. Fue presentador de noticias en el Noticiero de las siete entre 1984 y 1985. Sería censurado en 1985. Cuestionado por su relación con Pastor Perafán, tuvo su propia programadora de televisión Notivisión.Trabajó en Caracol Televisión, Caracol Radio, revista Semana, dirigió las emisoras de la Policía Nacional.
Tras una operación en 1998 para extirparle un cáncer en el riñón, sufrió una perforación en el colon, además tuvo una peritonitis que desencadenó una falla sistémica, varios paros cardiacos y un coma profundo por varios meses.En 2022 público sus memorias junto a su hijo también periodista Andrés Ríos.

## Reconocimientos
Ganó 3 veces el Premio Nacional de Periodismo Simón Bolívar.

## Obras
- Con Andrés Ríos Memorias con paz, amor y buen genio (2022).[10]